# Okręgowe ligi polskie w piłce nożnej (1946/1947)
Okręgowe ligi polskie w piłce nożnej (1946/47) rozgrywane były w 20 okręgach. Celem rozgrywek było wyłonienie 3 drużyn, które miały uzyskać awans do reaktywowanej Ligi w sezonie 1948.
Eliminacje odbywały się w trzech etapach. 20 mistrzów okręgów, w drugim etapie zostało podzielone na 5 grup, a zwycięzcy tych grup spotkali się w rundzie finałowej. Ostatecznie awans uzyskały 4 kluby, ponieważ PZPN podjął decyzję o powiększeniu Ligi do 14 zespołów.
| Poziomy rozgrywkowe w sezonie 1947 | Poziomy rozgrywkowe w sezonie 1947 | Poziomy rozgrywkowe w sezonie 1947 |
| Rozgrywki                          | P                                  | Nazwa                              |
| ---------------------------------- | ---------------------------------- | ---------------------------------- |
| Centralne                          | I                                  | Mistrzostwa Polski                 |
| Okręgowe (20 okręgów)              | II                                 | A klasa                            |
| Okręgowe (20 okręgów)              | III                                | B klasa                            |
| Okręgowe (20 okręgów)              | IV                                 | C klasa                            |

## Rozgrywki okręgowe
Szczegółowe wyniki podane są w Suplemencie do „Klubowej historii polskiej piłki nożnej”.

### Białostocka klasa A
- Mistrz: WKS Ełk

### Bydgoska klasa A
- Mistrz: Polonia Bydgoszcz

### Częstochowska klasa A
- Mistrz: CKS Częstochowa

### Gdańska klasa A
- Mistrz: Lechia Gdańsk

Początkowo mistrzem okręgu został Grom Gdynia, ale ostatecznie Gdański OZPN przyznał ten tytuł Lechii Gdańsk.

### Katowicka klasa A
- Mistrz: Ruch Chorzów

### Kielecka klasa A
- Mistrz: Partyzant Kielce

### Krakowska klasa A
- Mistrz: Tarnovia Tarnów

### Lubelska klasa A
- Mistrz: Sygnał Lublin

### Łódzka klasa A
- Mistrz: Widzew Łódź

### Olsztyńska klasa A
- Mistrz: Sokół Ostróda

### Opolska klasa A
- Mistrz: Piast Gliwice

### Poznańska klasa A
- Mistrz: HCP Poznań

### Przemyska klasa A
- Mistrz: JKS Jarosław

### Radomska klasa A
- Mistrz: RKS Radom

### Rzeszowska klasa A
- Mistrz: Legia Krosno

### Siedlecka klasa A
- Mistrz: Piechur Siedlce

### Zagłębiowska (sosnowiecka) klasa A
- Mistrz: Sarmacja Będzin

### Szczecińska klasa A
- Mistrz: MKS Szczecin

### Warszawska klasa A
- Mistrz: Legia Warszawa

### Wrocławska klasa A
- Mistrz: Victoria Sobięcin[4]

## Eliminacje do I ligi
Zespoły przydzielone zostały do poszczególnych grup zgodnie z kluczem geograficznym.

Do grupy finałowej awansowali zwycięzcy grup.

### Grupa I
| Lp. | Drużyna             | M | Z | R | P | Bramki | Bramki | Różn. | Pkt. | Uwagi                  |
| --- | ------------------- | - | - | - | - | ------ | ------ | ----- | ---- | ---------------------- |
| 1   | Tarnovia Tarnów (B) | 6 | 5 | 0 | 1 | 25     | 6      | +19   | 10   | Awans do gr. finałowej |
| 2   | Partyzant Kielce    | 6 | 3 | 0 | 3 | 15     | 14     | +1    | 6    |                        |
| 3   | Legia Krosno        | 6 | 2 | 0 | 4 | 15     | 22     | -7    | 4    |                        |
| 4   | JKS Jarosław        | 6 | 2 | 0 | 4 | 10     | 23     | -13   | 4    |                        |

| Lp. | Wyniki           | TAR | PAR | LEG | JKS  |
| --- | ---------------- | --- | --- | --- | ---- |
| 1   | Tarnovia Tarnów  | X   | 3:1 | 5:0 | 10:0 |
| 2   | Partyzant Kielce | 1:3 | X   | 4:1 | 2:4  |
| 3   | Legia Krosno     | 3:2 | 3:6 | X   | 7:0  |
| 4   | JKS Jarosław     | 1:2 | 0:1 | 5:1 | X    |

### Grupa II
| Lp. | Drużyna           | M | Z | R | P | Bramki | Bramki | Różn. | Pkt. | Uwagi                  |
| --- | ----------------- | - | - | - | - | ------ | ------ | ----- | ---- | ---------------------- |
| 1   | Ruch Chorzów (B)  | 6 | 6 | 0 | 0 | 26     | 8      | +18   | 12   | Awans do gr. finałowej |
| 2   | Sarmacja Będzin   | 6 | 3 | 0 | 3 | 18     | 17     | +1    | 6    |                        |
| 3   | Piast Gliwice     | 6 | 3 | 0 | 3 | 20     | 19     | +1    | 6    |                        |
| 4   | Victoria Sobięcin | 6 | 0 | 0 | 6 | 10     | 30     | -20   | 0    |                        |

| Lp. | Wyniki            | RUC | SAR | PIA | VIC |
| --- | ----------------- | --- | --- | --- | --- |
| 1   | Ruch Chorzów      | X   | 5:0 | 4:3 | 4:1 |
| 2   | Sarmacja Będzin   | 1:3 | X   | 3:0 | 7:2 |
| 3   | Piast Gliwice     | 1:5 | 5:4 | X   | 8:2 |
| 4   | Victoria Sobięcin | 2:5 | 2:3 | 1:3 | X   |

### Grupa III
| Lp. | Drużyna           | M | Z | R | P | Bramki | Bramki | Różn. | Pkt. | Uwagi                  |
| --- | ----------------- | - | - | - | - | ------ | ------ | ----- | ---- | ---------------------- |
| 1   | Lechia Gdańsk (B) | 6 | 5 | 0 | 1 | 22     | 9      | +13   | 10   | Awans do gr. finałowej |
| 2   | HCP Poznań        | 6 | 3 | 2 | 1 | 10     | 11     | -1    | 8    |                        |
| 3   | MKS Szczecin      | 6 | 1 | 2 | 3 | 9      | 15     | -6    | 4    |                        |
| 4   | Polonia Bydgoszcz | 6 | 0 | 2 | 4 | 7      | 13     | -6    | 2    |                        |

- W pierwszej kolejce w meczu z Polonią wystąpił Grom Gdynia[5], ale wynik meczu został anulowany po tym jak ostatecznie przyznano tytuł mistrza okręgu Lechii[3].

| Lp. | Wyniki            | LEC | HCP | MKS | POL |
| --- | ----------------- | --- | --- | --- | --- |
| 1   | Lechia Gdańsk     | X   | 6:0 | 3:2 | 1:0 |
| 2   | HCP Poznań        | 5:2 | X   | 1:1 | 1:1 |
| 3   | MKS Szczecin      | 1:6 | 0:1 | X   | 2:2 |
| 4   | Polonia Bydgoszcz | 1:4 | 1:2 | 2:3 | X   |

### Grupa IV
| Lp. | Drużyna         | M | Z | R | P | Bramki | Bramki | Różn. | Pkt. | Uwagi                  |
| --- | --------------- | - | - | - | - | ------ | ------ | ----- | ---- | ---------------------- |
| 1   | Widzew Łódź (B) | 6 | 5 | 1 | 0 | 23     | 4      | +19   | 11   | Awans do gr. finałowej |
| 2   | RKS Radom       | 6 | 2 | 2 | 2 | 7      | 11     | -4    | 6    |                        |
| 3   | CKS Częstochowa | 6 | 2 | 1 | 3 | 11     | 14     | -3    | 5    |                        |
| 4   | Sygnał Lublin   | 6 | 1 | 0 | 5 | 8      | 20     | -12   | 2    |                        |

| Lp. | Wyniki          | WID | RKS | CKS | SYG |
| --- | --------------- | --- | --- | --- | --- |
| 1   | Widzew Łódź     | X   | 4:0 | 5:1 | 2:1 |
| 2   | RKS Radom       | 0:0 | X   | 3:2 | 2:1 |
| 3   | CKS Częstochowa | 0:4 | 1:1 | X   | 4:1 |
| 4   | Sygnał Lublin   | 2:8 | 3:1 | 0:3 | X   |

### Grupa V
| Lp. | Drużyna            | M | Z | R | P | Bramki | Bramki | Różn. | Pkt. | Uwagi                  |
| --- | ------------------ | - | - | - | - | ------ | ------ | ----- | ---- | ---------------------- |
| 1   | Legia Warszawa (B) | 6 | 6 | 0 | 0 | 47     | 1      | +46   | 12   | Awans do gr. finałowej |
| 2   | Piechur Siedlce    | 6 | 3 | 0 | 3 | 10     | 22     | -12   | 6    |                        |
| 3   | Sokół Ostróda      | 6 | 2 | 0 | 4 | 11     | 23     | -12   | 4    |                        |
| 4   | WKS Ełk            | 6 | 1 | 0 | 5 | 7      | 29     | -22   | 2    |                        |

| Lp. | Wyniki          | LEG  | PIE  | SOK  | EŁK   |
| --- | --------------- | ---- | ---- | ---- | ----- |
| 1   | Legia Warszawa  | X    | 15:0 | 10:1 | 3:0wo |
| 2   | Piechur Siedlce | 0:1  | X    | 0:1  | 2:1   |
| 3   | Sokół Ostróda   | 0:6  | 2:3  | X    | 6:2   |
| 4   | WKS Ełk         | 0:12 | 2:5  | 2:1  | X     |

## Grupa finałowa
| Lp. | Drużyna             | M | Z | R | P | Bramki | Bramki | Różn. | Pkt. | Uwagi         |
| --- | ------------------- | - | - | - | - | ------ | ------ | ----- | ---- | ------------- |
| 1   | Ruch Chorzów (A)    | 8 | 6 | 0 | 2 | 31     | 11     | +20   | 12   | Awans do Ligi |
| 2   | Legia Warszawa (A)  | 8 | 5 | 1 | 2 | 29     | 15     | +14   | 11   | Awans do Ligi |
| 3   | Tarnovia Tarnów (A) | 8 | 4 | 0 | 4 | 19     | 20     | -1    | 8    | Awans do Ligi |
| 4   | Widzew Łódź (Ap)    | 8 | 2 | 2 | 4 | 12     | 31     | -19   | 6    | Awans do Ligi |
| 5   | Lechia Gdańsk       | 8 | 1 | 1 | 6 | 8      | 22     | -14   | 3    |               |

- (Ap) Widzew Łódź uzyskał awans już po zakończeniu rozgrywek, gdy PZPN zadecydował o powiększeniu I ligi do 14 zespołów.

| Lp. | Wyniki          | RUC  | LEG | TAR | WID | LEC |
| --- | --------------- | ---- | --- | --- | --- | --- |
| 1   | Ruch Chorzów    | X    | 3:2 | 0:1 | 9:1 | 4:1 |
| 2   | Legia Warszawa  | 3:0  | X   | 8:1 | 3:1 | 5:2 |
| 3   | Tarnovia Tarnów | 2:3  | 5:2 | X   | 2:0 | 4:0 |
| 4   | Widzew Łódź     | 1:11 | 2:2 | 4:3 | X   | 2:0 |
| 5   | Lechia Gdańsk   | 0:1  | 1:4 | 3:1 | 1:1 | X   |